# Glauberg
Glauberg és un oppidum celta que es troba a Hessen, Alemanya, i consta d'un poblat fortificat i monticles funeraris, "un assentament principesc de finals de l'època Hallstatt i començament de La Tène". Els descobriments arqueològics dels anys 1990 situen el jaciment entre els més importants centres celtes primerencs d'Europa. Va proporcionar evidències sense precedents sobre l'enterrament celta, l'escultura i l'arquitectura monumental.

## Ubicació i topografia
Geològicament, Glauberg, a la vora est de la plana de Wetterau, és un esperó de 271 m d'altitud de basalt procedent del Vogelsberg. S'eleva 150 m per sobre de les àrees circumdants, entre els rius Nidder i Seeme i pertany a la comunitat de Glauburg. L'altiplà és gairebé horitzontal, de 800 per 80–200 m. El seu promontori sud-oest és conegut com a Enzheimer Köpfchen. Al nord-oest, el pendent del Glauberg baixa cap a la vall del Nidder, mentre que al sud, es connecta amb planícies ondulades. L'altiplà tenia un petit estany perenne, el qual era alimentat per l'escolament superficial. El turó està envoltat de fonts i terres fèrtils.

## Història de la recerca arqueològica

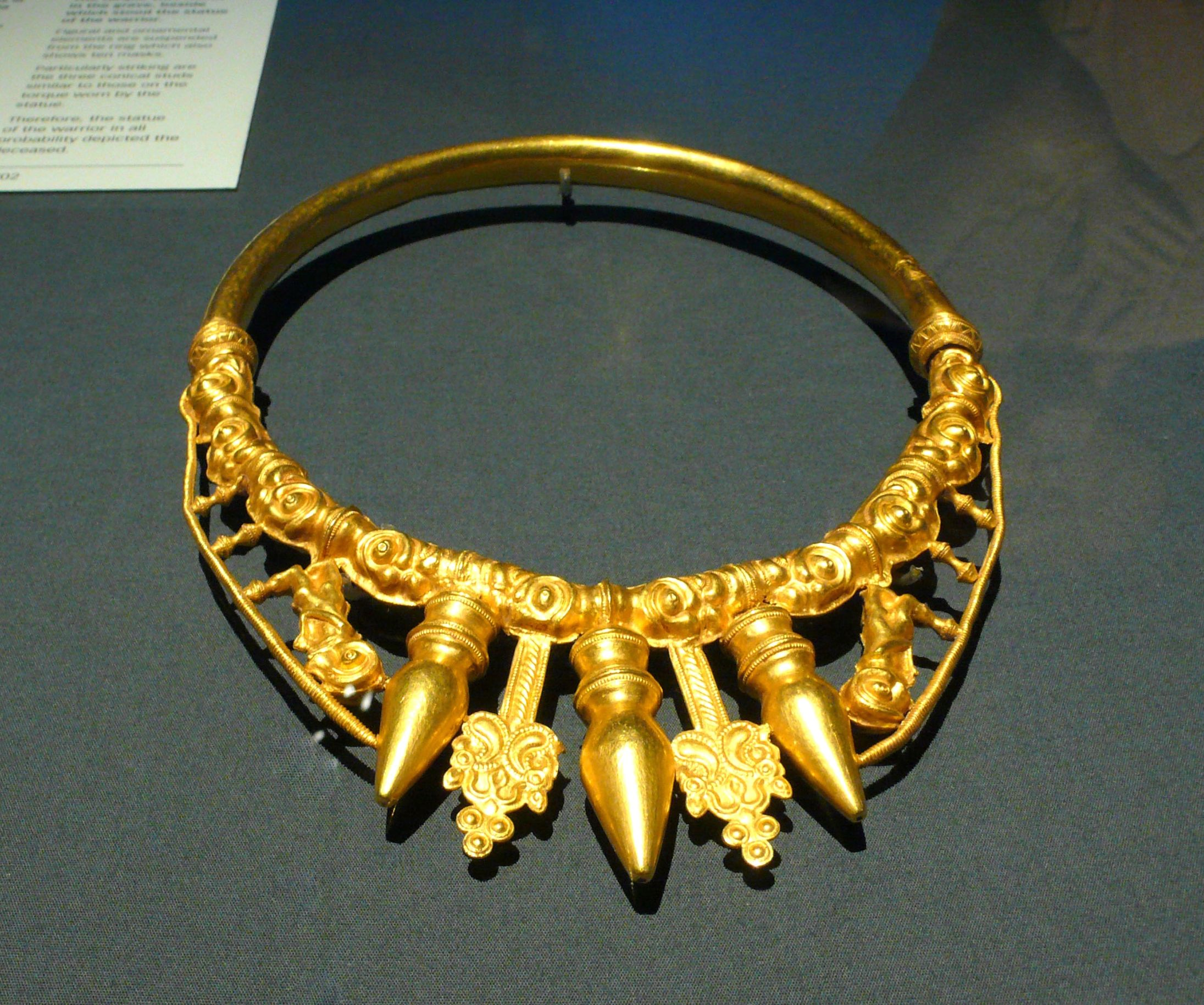
La torca celta d'or trobada al túmul major de Glauberg, 400 abans de la nostra era

La presència de ruïnes antigues a l'altiplà de Glauberg es coneixia des de feia molt de temps, tot i que s'atribuïen als romans. El descobriment del fragment d'una torca de tipus La Tène al 1906 confirmà la naturalesa preromana del jaciment. La recerca arqueològica començà el 1933–1934 amb una excavació dirigida per Heinrich Richter (1895–1970), que se centrà en la fortificació. Altres estudis dirigits per F. R. Hermann van començar el 1985 i continuaren fins al 1998. Fou durant aquesta fase que el monticle funerari va ser examinat. La història del poblament de Glauberg i la seua àrea en temps celtes (períodes de Hallstatt i inicis de La Tène) fou el focus d'un projecte de recerca (2004–2006) pel Deutsche Forschungsgemeinschaft. Les excavacions hi continuen a hores d'ara amb un equip multinacional.

## Història de l'assentament
La situació de Glauberg el marcà com a focus a llarg termini d'activitat humana. Combina l'accés a terra conreable fèrtil i aigua amb un lloc fàcilment defensable i un enclavament estratègic al llarg de rutes terrestres naturals. Així, no és sorprenent que el turó tingués ocupació humana molt de temps abans i molt de temps després de la seua fase celta, fins al període medieval.
Glauberg fou ocupat per primera vegada en època neolítica (c. 4.500 abans de la nostra era) per persones de la Cultura de Rössen. Després hi hagué un poblament major durant la fase Michelsberg (4.000 ae). Fortificacions del tipus del pujol Michelsberg es coneixen en altres indrets, així que és possible que el turó fos fortificat per primera vegada en aquesta etapa. El pujol fou colonitzat en l'edat del bronze final per la Cultura dels camps d'urnes (1000–800 ae). Durant la fase celta, des de principis de Hallstatt fins a finals de La Tène, Glauberg fou un centre d'importància supraregional. Llavors, era la seu d'un príncep celta. S'hi alçaren extenses fortificacions.
Durant l'ocupació romana d'Alemanya, Glauberg restà deshabitat, probablement a causa de la seua proximitat (5 km) a la frontera fortificada o Limes Germanicus. En els segles IV i V, va tornar a poblar-se i es convertí una vegada més en un centre regional, com a seu d'un rei local dels alamans. Del segle VII al IX, va albergar una gran fortificació franca. Va créixer en importància durant aquest temps, i les fortificacions es van renovar i ampliar considerablement.
En els segles XII i XIII, Glauberg s'incorporà al sistema de castells dels Hohenstaufen, tal volta en un intent per fomentar-hi un centre urbà. Les fortificacions es tornaren a renovar, i es va erigir un castell en forma de torre a la vora de l'altiplà; la portada romànica arquejada encara en perviu. També s'han conservat fonaments de parets, pous i soterranis medievals arreu del turó, especialment a la vora nord. La destrucció d'aquell castell, i amb ell la fi de l'ocupació humana del pujol, probablement va ocórrer el 1256.

## Fortificació celta (oppidum)

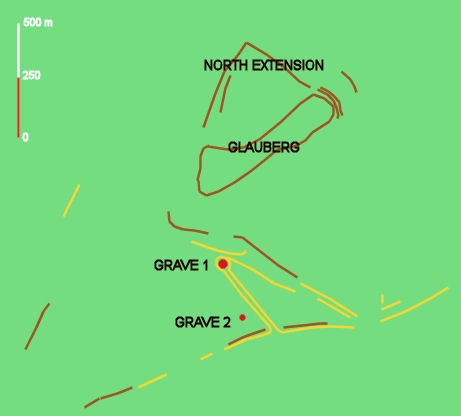
Pla esquemàtic de loppidum de Glauberg, monticles funeraris i sistemes de rases (murs: marró, rases: groc)

Les primeres fortificacions conegudes podrien ser preceltes; i arribaren a un punt culminant en grandària i elaboració al voltant del VI o V abans de la nostra era. Es mantingueren en ús fins al segle II o I ae. La seua extensió i dimensions marquen Glauberg com dins d'una xarxa d'altells fortificats (o oppida) que cobrien la major part del sud i oest de l'Alemanya central.
La vora nord-est del turó, on el pendent és menys pronunciat, se separà del terreny adjacent amb l'erecció d'una rasa i un mur gruixut, potser al principi formant un promontori fortificat. Les vores sud i nord estaven també fortificades amb murs. Les tècniques d'emmurallament incloïen murs de pedra seca, la muralla gal·la (una tècnica típica celta que alternava fusta i pedra) i potser també rajoles de tova.
El petit estany al cim del turó no hauria bastat per a assegurar les reserves d'aigua per a la població d'un assentament tan gran. És per això que s'afegí un annex al nord, amb dues parets en pendent, tancant una àrea triangular de 300 x 300 m, incloent-hi un regruix. Aquest punt contenia un enorme embassament d'aigua, de 150 per 60 m. En aquesta època, la fortificació tenia 650 m de llarg, quasi 500 m d'ample, i envoltava una àrea de 8,5 ha.
Almenys dues portes, una de principal al nord-est i una altra de més menuda al sud, donaven accés a dins. Són prou complexes en forma, dissenyades per a fer l'accés a un possible atacant més difícil. Una fortificació exterior s'alçà allén del bord nord-est de l'oppidum. Les parets del sud probablement no tenien funció defensiva.
Aquests poblaments degueren albergar poblacions de milers de persones. Per això, combinat amb la funció econòmica centralitzadora, els oppida celtes han estat descrits com protourbans. Es coneix, però, poc del poblat i l'activitat dins el lloc. Les mostres d'altres jaciments a Manching o Oberursel-Oberstedten suggereixen que hi hauria probablement un poble ordenat en carrers amb cases, tallers i àrees d'emmagatzematge.

## Els llocs relacionats amb l'oppidum
Igual que en altres indrets semblants, l'oppidum de Glauberg estava connectat amb altres poblats contemporanis dels voltants:

### Monticles funeraris "principescos"

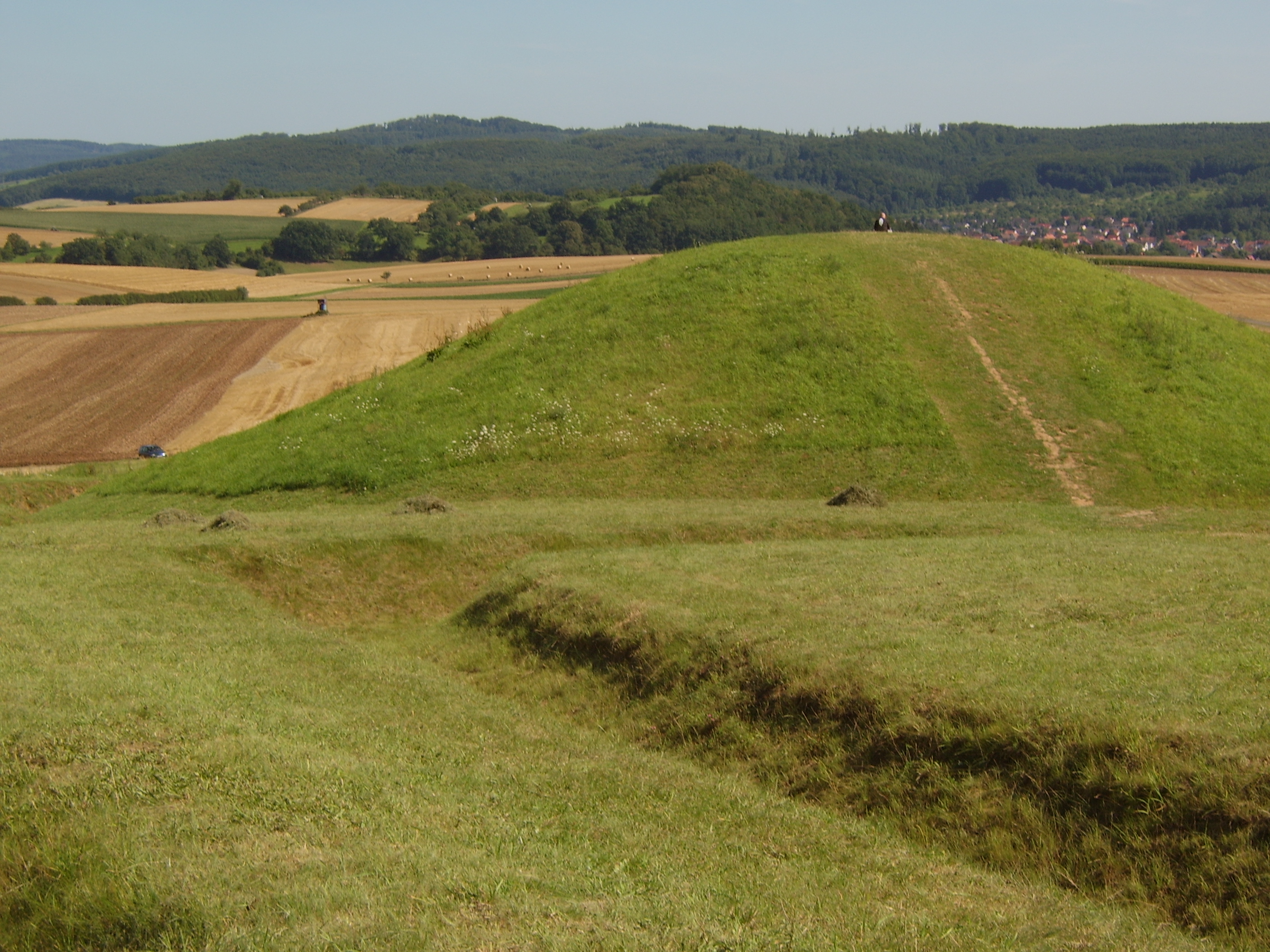
El túmul 1 reconstruït

Durant una exploració aèria de la zona al 1988, uns historiadors afeccionats locals van reconéixer els rastres d'un gran túmul a 300 m al sud de l'oppidum. Entre el 1994 i el 1997, el Servei Arqueològic Estatal de Hesse l'excavà. El túmul (monticle 1) al principi tenia un diàmetre de gairebé 50 m i una alçada de 6 m. Estava envoltat per una rasa circular de 10 m d'amplada. En la seua època, degué destacar visualment. El túmul contenia tres elements: un pou buit fou excavat al centre, potser per a enganyar a possibles saquejadors. Al nord-oest, una cambra de fusta de 2 x 1 m contenia un enterrament, i el cos s'havia estat col·locat en un taüt de fusta i al sud-est, les cendres d'una cremació s'havien col·locat en una urna cinerària. Les cremacions s'associen amb el període Hallstatt, les inhumacions amb La Tène.
Els ocupants de totes dues tombes eren guerrers, com indicava l'aixovar que els acompanyava: espases i armes. La cambra amb la inhumació estava molt ben preservada i mai havia estat saquejada. Per aquesta raó, es va decidir extraure la cambra sencera en bloc i examinar-la acuradament en el laboratori del Servei Estatal de Wiesbaden. Els objectes dipositats al costat de l'enterrament principal, cadascú embolicat amb tela, incloïen una torca d'or i una gerra de bronze tubular amb pic que originàriament contenia hidromel.
Un segon túmul (monticle 2), a 250 m al sud, es va descobrir més tard per una exploració geofísica. L'erosió i segles d'activitat agrícola l'havien tornat totalment invisible. Igual que el monticle 1, contenia un guerrer, acompanyat d'armes, una fíbula i un cinyell decorats, i un anell d'or.

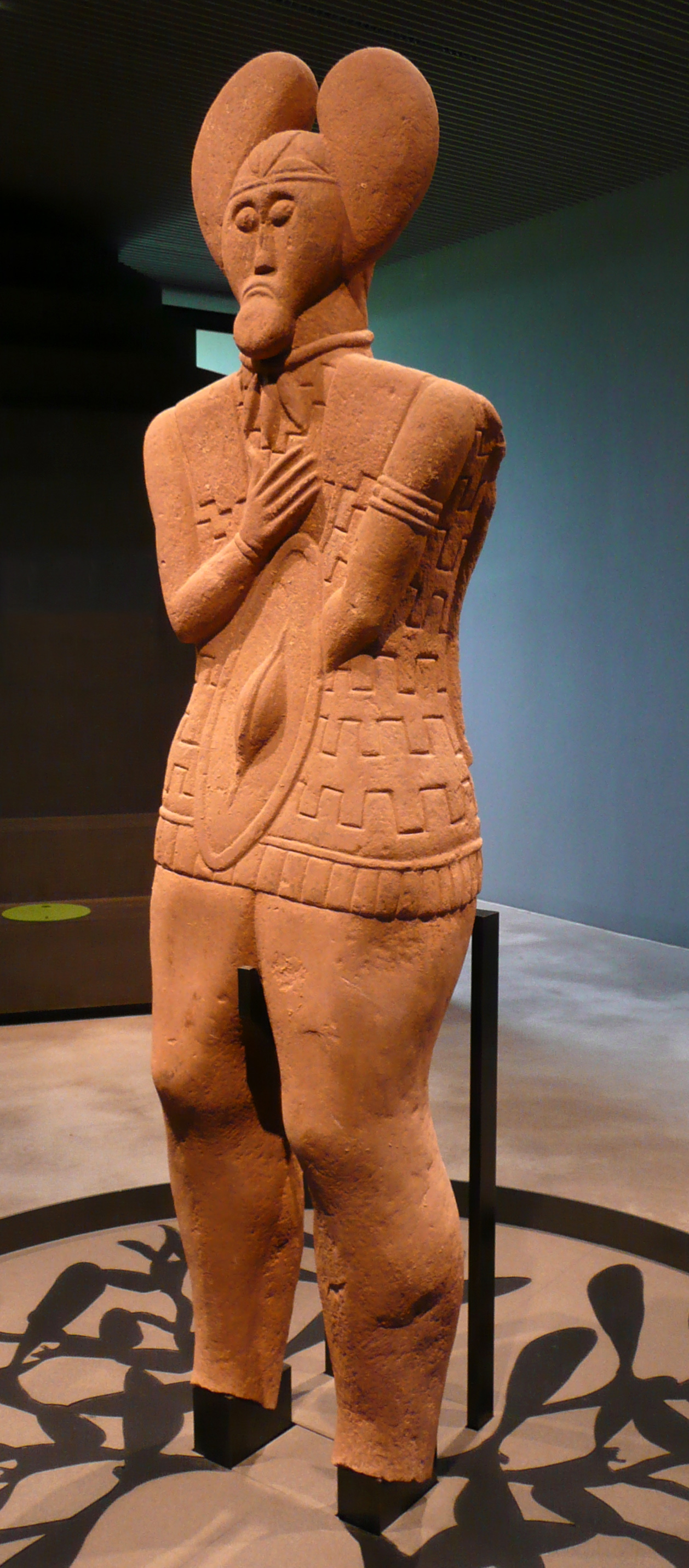
El príncep celta de Glauberg (ca. 500 ae)

L'alta qualitat del mobiliari i altres característiques associades a aquestes tombes indiquen que aquestes, i els seus ocupants, eren d'un estatus molt alt. Per tant, es classifiquen com a enterraments "principescs", igual que altres troballes, com les de Vix (Borgonya, França), i Hochdorf (Baden-Württemberg, Alemanya).

### Murs de terra i camí processional
Algunes obres en terra (murs i rases) es troben al sud de l'oppidum, algunes estretament relacionades amb el monticle 1. No semblen tenir cap funció defensiva. Una petita rasa quadrada a l'oest del monticle s'associa a d'altres i a un cert nombre de pous grans, que suggereix un santuari o temple. De manera sorprenent, un camí processional de 350 m de llargada, 10 m d'ample i flanquejat per un parell de rases s'acosta al túmul des del sud-est, molt més enllà del perímetre del poble. Està unit amb cunetes i rases que s'estenen sobre una àrea de quasi 2 per 2 km. També contenien si més no dos enterraments, així com l'estàtua del príncep celta.
La manca d'una funció defensiva i la focalització en el túmul indiquen que el recinte i els camins tenien una importància ritual o sagrada. Tal conjunt, fins ara, no té parió en l'Europa Cèltica.

### ElKeltenfürst(PríncepCelta) de Glauberg
Molta atenció internacional en el conjunt se centra en el descobriment extremament estrany d'una estàtua o estela de gres, datada del segle v abans de la nostra era, que es va trobar fora del túmul més gran. L'estela, perfectament conservada tret dels peus, representa un guerrer armat. Fa 1,86 m d'alçada i un pes de 230 kg: :68  És feta d'una mena de gres disponible a pocs quilòmetres de Glauberg. Molts detalls en són visibles: els pantalons cenyits, una armadura composta, túnica curta, escut de fusta i una típica espasa de La Tène penjant a la dreta. L'home amb bigot duu braçalets en tots dos braços, un anell a la mà dreta i una torca amb tres penjolls, molt semblant a la trobada en el cos de la tomba del túmul 1. Al cap, porta una "corona de fulles", o gorra adornada amb dues protuberàncies laterals, semblants a la forma de les fulles de vesc. Aquest tocat també apareix en altres escultures contemporànies, i monedes. Com el vesc tenia un significat màgic i religiós en la cultura celta, indicaria que el guerrer també va exercir la funció de summe sacerdot. El cos de la tomba també duia una diadema amb dos filferros corbats laterals. L'estructura era coberta de cuir, material que no va sobreviure pas, formant aquest mateix tocat. L'estàtua era, per tant, sorprenentment, un autèntic retrat idealitzat de l'ocupant de la tomba, la figura de la qual fou així perpetuada a les generacions futures durant segles. Els fragments d'altres tres estàtues semblants es trobaren en l'àrea. Les quatre estàtues tal vegada estiguessen en el recinte rectangular, associades a un culte als avantpassats.
Paral·lels a l'estàtua del guerrer de Glauberg hi ha en altres jaciments del període La Tène, com la figura de Holzgerlingen (Museu Estatal de Württemberg a Stuttgart), una estela pilar de Pfalzfeld (Sankt Goar), hui en el Rheinisches Landesmuseum de Bonn, el Guerrer de Hirschlanden i d'altres.

### Pals

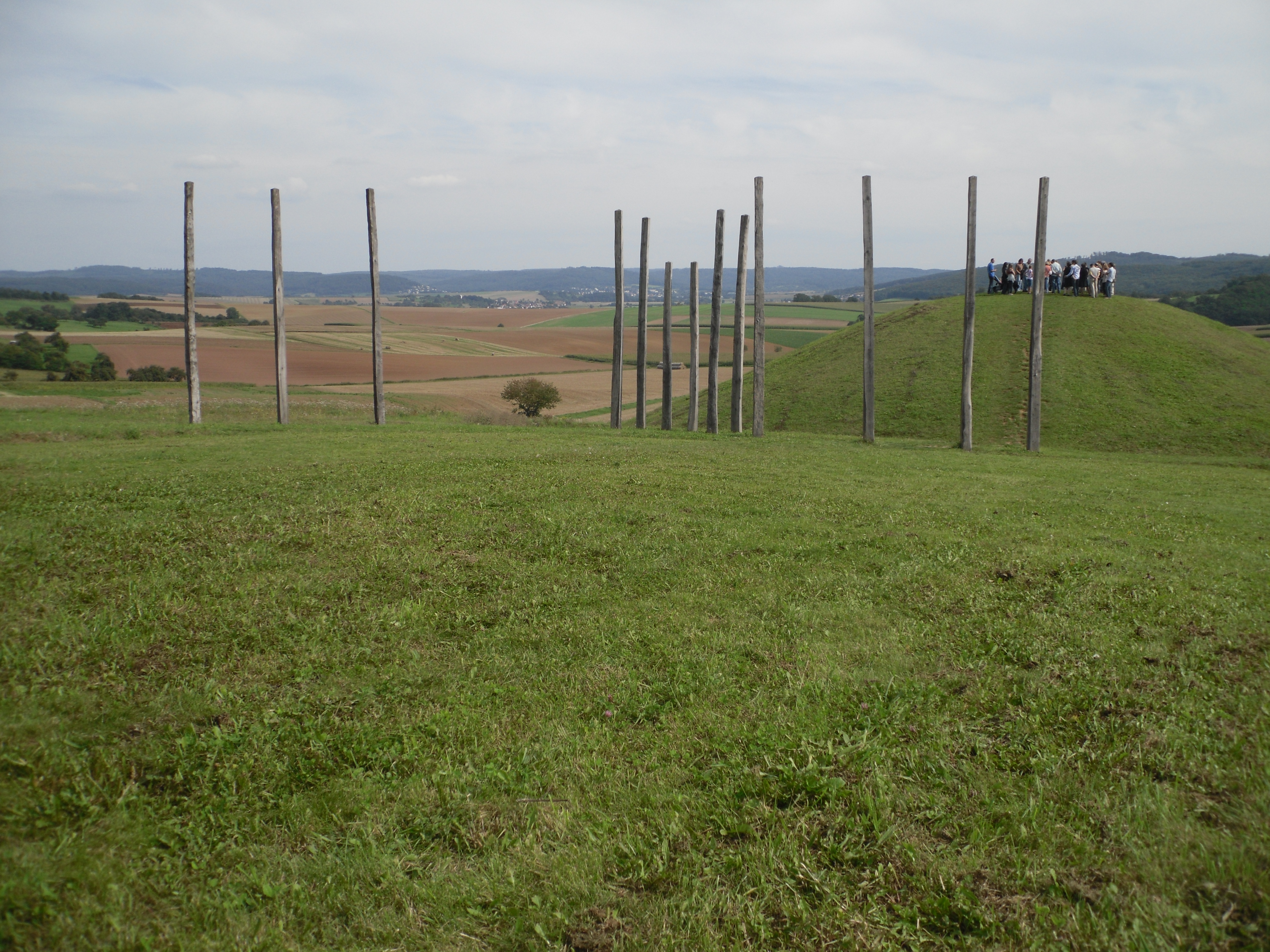
Els 16 pals de fusta reconstruïts, en un costat del monticle 1

L'objectiu dels 16 clots per a pals relacionats amb el monticle i el recinte es desconeix. Les primeres teories pensaven que devien formar un calendari astronòmic, per a determinar esdeveniments o festes estacionals. Algunes investigacions posteriors van demostrar que s'havien alçat més tard que el túmul, i això donà peu a interpretar-los com a simples parts d'elements arquitectònics de construccions també en fusta com ara ponts, o estructures d'un temple.

## El sud de Hesse - un paisatge celta
Glauberg no estava pas aïllat dins del seu temps i zona, tot i que hui siga el jaciment del seu tipus més al nord-est conegut. Altres centres de població cèltiques importants o oppida, però, es troben a la Regió Rin-Meno i Hesse Central. Des de Glauberg, es podien albirar altres dues fortificacions importants: Dünsberg, prop de Giessen, i l'oppidum de Heidetränk (un dels poblaments urbans més grans de l'Europa Celta) prop d'Altkönig a les muntanyes Taunus. Molt a prop es troba també la indústria de sal celta a Bad Nauheim.

## Importància
Els descobriments en Glauberg han afegit perspectives noves a la comprensió de l'època més antiga de l'Europa Celta. Han ampliat el coneixement de la civilització de La Tène, i molta llum sobre el primer art celta, en concret sobre l'escultura. L'estàtua del guerrer i altres materials demostren els contactes amb les civilitzacions mediterrànies en aquest punt primerenc. El conjunt ritual envoltant la tomba ha afegit un nou tipus de monument a la prehistòria europea.
Jaciments com Glauberg, a vegades referits com Fürstensitze (assentaments de prínceps), indiquen un auge paral·lel de les jerarquies socials que es van donar al llarg de l'Europa de Hallstatt. Poblacions de l'elit, caracteritzades per fortificacions massives, la presència de materials d'importació i d'enterraments elaborats, al llarg de les principals rutes comercials europees. Glauberg es considera ara un centre protourbà de poder, comerç i culte, d'importància semblant a jaciments com ara Bibracte, o Manching, però sobretot a altres assentaments fortificats "principescos", com el de Heuneburg, Hohenasperg i la Tomba de Vix.

## Museu i parc arqueològics

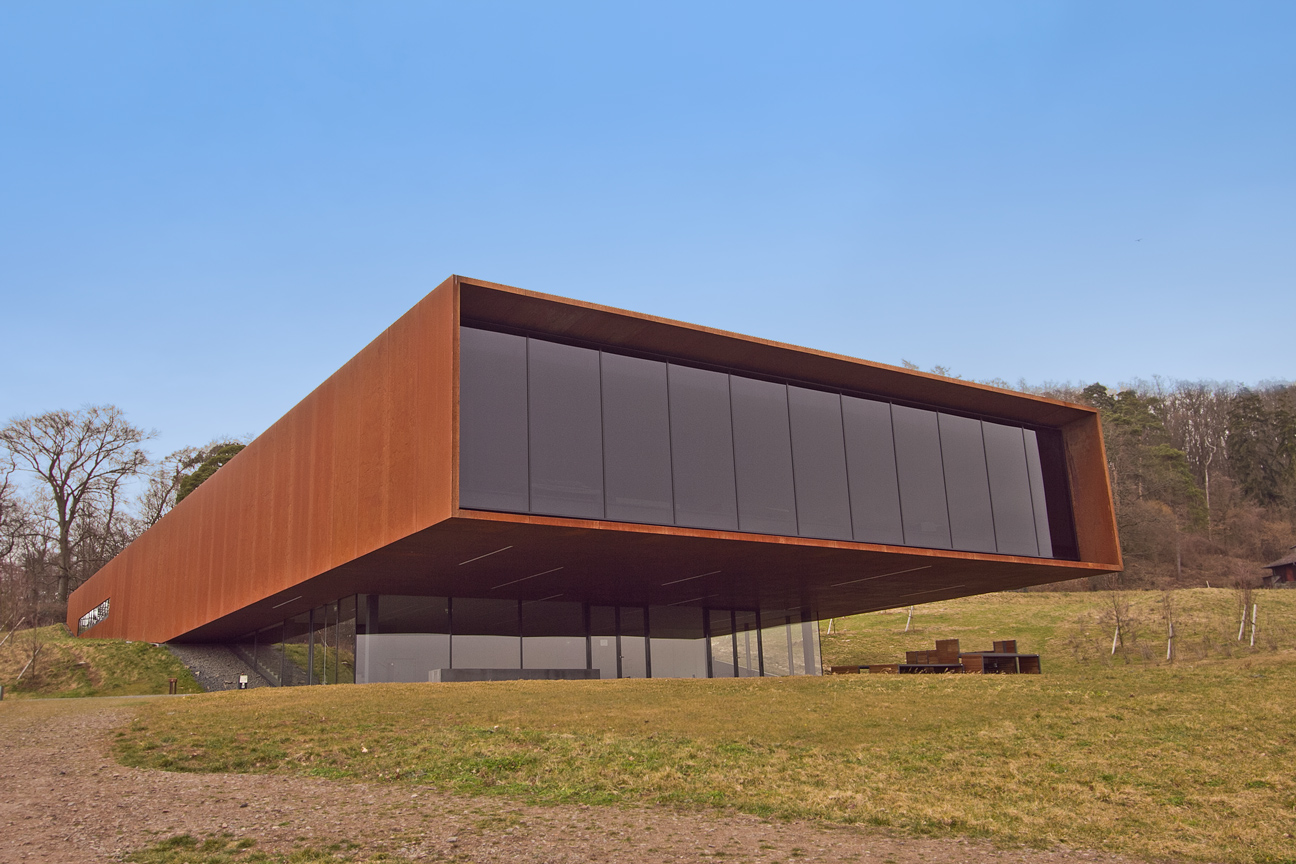
Museu Keltenwelt a Glauberg

S'ha construït un parc arqueològic, per tal de fer el jaciment accessible i comprensible, i proporcionar un espai per a exhibir les troballes. Anteriorment, algunes de les troballes, incloent-hi l'estàtua, es trobaven en exhibició al Museu Hessià Estatal a Darmstadt.
La construcció del museu començà el 2007, i es va obrir el 5 de maig del 2011.